# المركز السبت بني كرفط (المركز)
المركز السبت بني كرفط هو دُوَّار يقع بجماعة بني ڭرفط، إقليم العرائش، جهة طنجة تطوان الحسيمة في المملكة المغربية. ينتمي الدوّار لمشيخة المركز التي تضم دوار واحد. يقدر عدد سكانه بـ 940 نسمة حسب الإحصاء الرسمي للسكان والسكنى لسنة 2004.

## روابط خارجية
- البوابة الوطنية للجماعات الترابية
- المندوبية السامية للتخطيط